# Ava Moore
Ava Moore er en fiktiv karakter fra tv-serien Nip/Tuck, portrætteret af den hollandske skuespillerinde Famke Janssen.
Ava Moore blev introduceret i begyndelsen af sæson 2 som en livscoach der er hyret af plastikkirurg Sean McNamara
Hun udviklede et forhold til Julia og Seans søn Matt.
Senere opdager man at Ava Moore har en utilregnelig søn ved navn Adrian som foregiver at være venner med Matt, men faktisk bare bringer ham ud i problemer med skolen.